# Condado de Nisko
Condado de Nisko (polaco: powiat niżański) é um powiat (condado) da Polónia, na voivodia de Subcarpácia. A sede do condado é a cidade de Nisko. Estende-se por uma área de 785,58 km², com 67 077 habitantes, segundo os censos de 2005, com uma densidade 85,39 hab/km².

## Divisões admistrativas
O condado possui:
Comunas urbana-rurais: Nisko, Rudnik nad Sanem, Ulanów
Comunas rurais: Harasiuki, Jarocin, Jeżowe, Krzeszów
Cidades: Nisko, Rudnik nad Sanem, Ulanów

## Demografia
População (dados de 30 de Junho de 2005):
|          | Total   | Total | Mulheres | Mulheres | Homens  | Homens |
| -------- | ------- | ----- | -------- | -------- | ------- | ------ |
|          | pessoas | %     | pessoas  | %        | pessoas | %      |
| Total    | 67 077  | 100   | 33 746   | 50,3     | 33 331  | 49,7   |
| Cidades  | 23 847  | 100   | 12 194   | 51,1     | 11 653  | 48,9   |
| Povoados | 43 230  | 100   | 21 552   | 49,9     | 21 678  | 50,1   |